# Houyoku
Houyoku (鵬翼) é o quinto álbum de estúdio da banda japonesa de rock MUCC, lançado em 23 de novembro de 2005 pela Danger Crue.

## Recepção
Alcançou vigésima segunda posição nas paradas da Oricon Albums Chart.
Em 2017 a banda The Back Horn fez um cover de "Saishū Ressha" para o álbum de tributo Tribute of Mucc -en-.

## Faixas[3]
| N.º            | Título                                                  | Letras         | Música         | Duração |  |
| 1.             | "Kagayaku Sekai" (輝く世界)                             | Tatsurou       | Miya           | 5:26    |  |
| 2.             | "Saru" (サル)                                           | Miya           | Miya           | 3:31    |  |
| 3.             | "Akasen" (赤線)                                         | Miya           | Miya           | 3:08    |  |
| 4.             | "Saishuu Ressha" (最終列車)                             | Tatsurou       | Miya           | 4:24    |  |
| 5.             | "1R"                                                    | Tatsurou       | SATOchi        | 4:46    |  |
| 6.             | "Mukashi Kodomo Datta Hitotachi e" (昔子供だった人達へ) | Tatsurou       | SATOchi        | 4:58    |  |
| 7.             | "Tonbi" (鳶)                                            | Miya           | Tatsurou, Miya | 3:30    |  |
| 8.             | "Ame no Orchestra" (雨のオーケストラ)                   | Tatsurou       | YUKKE          | 5:47    |  |
| 9.             | "Komorebi" (こもれび)                                   | Miya           | YUKKE, Miya    | 4:42    |  |
| 10.            | "Kumo" (蜘蛛)                                           | Miya           | Miya           | 2:46    |  |
| 11.            | "Monster" (モンスター)                                  | Tatsurou       | YUKKE, Miya    | 5:11    |  |
| 12.            | "Yasashii Kioku" (優しい記憶)                           | Tatsurou       | Miya           | 5:03    |  |
| 13.            | "Kokoro no Nai Machi" (ココロノナイマチ)                | Tatsurou       | Miya           | 4:49    |  |
| 14.            | "Tsubasa" (つばさ)                                      | Tatsurou       | Miya           | 5:30    |  |
| Duração total: | Duração total:                                          | Duração total: | Duração total: | 63:51   |  |

## Ficha técnica
Mucc
- Tatsurō (逹瑯) - vocal
- Miya (ミヤ) - guitarra
- Yukke - baixo
- SATOchi (SATOち) - bateria

## Desempenho nas paradas
| Parada (2005)               | Posição de pico |
| --------------------------- | --------------- |
| Japão (Oricon Albums Chart) | #22             |